# صافي خانلو (قشلاق أهر)
صافي خانلو (بالفارسية: صفی‌خانلو) هي منطقة سكنية تقع في إيران في قسم قشلاق الریفي. يقدر عدد سكانها بـ 73 نسمة .